# Joey Bishop
Joey Bishop (3. února 1918 New York – 17. října 2007 Kalifornie) byl americký televizní a filmový herec, člen umělecké skupiny Rat Pack.
Poprvé vystoupil před obrazovkami v roce 1948 a dál byl častým hostem televizních estrád. Bishop zemřel v říjnu roku 2007 a nedožil se tak 90. narozenin, které by oslavil v únoru příštího roku. Byl ale dlouho jediným žijícím členem Rat Pack.